# ぷらんくしょん
ぷらんくしょんは、日本の女性お笑いコンビ。かつてはトリオであった。
マセキ芸能社所属であったが、2019年4月の一旦解散後コンビとして再開してからは所属を外れ、フリー扱いとなっている。しかし、やほしは2020年頃を以って実質コンビも解散状態としている。

## メンバー
（）
- やほし（1992年3月18日（32歳） - ）
旧芸名：扇谷 ほし（おうぎや ほし）。2017年7月6日に現芸名に改名[4]。現芸名は元からの愛称でもある。
本名：扇谷 歩志（おうぎや ほし）。[5]
ツッコミ、まとめ役担当[6]。2017年後期頃からはボケ役にも回ることがある[7]。
東京都中野区出身
三輪田学園中学校・高等学校卒業[8] → 千葉大学法政経学部経済学科卒業
弟がいる[9]。弟も同じ千葉大学に通っていた[10]。
中学・高校時代は、部活は新聞部と調理部で活動[11]。
中学生時代のあだ名は「コウモリ」や「こげぱん」[12]。
大学生時代は、千葉大学公認のお笑いサークル『P-RITTS（ぷりっつ）』に所属（6期）[13]。なお、P-RITTS時代はピンで活動していた[14]。
血液型はO型。公称サイズは身長162cm、B83cm、W64cm、H83cm、足24.5cm
趣味は占い、ゲーム実況（2014年当時は「龍が如く」の実況をニコニコ動画上でやっていた[15]）、人間観察、読書（好きな作家は乾くるみ、湊かなえ）、小説を書くこと、妄想
特技は褒めること、どんな疑問や質問にもすぐに答えられること、暗記、感情移入してすぐに泣けること。勉強では約6か月で偏差値を15上げたことがある。
日商簿記検定2級、漢字検定準1級（2017年7月合格[16]）、世界遺産検定2級[17] の資格有り。2020年3月、ファイナンシャル・プランニング技能士検定3級に合格[18]。
辛い食べ物[5]、白子（小学生の頃から）が好物[19]。生牡蠣やナスは20歳過ぎてから好物になった[19]。昔から苦手なものは甘いチーズ[19]。
得意な料理はロールキャベツ[20]。
真夜中クラシック・タケイユウスケ、ストレンジサニィシアター・熊本アイと、芸人仲間同士でのバンド『頭脳会議』を組んでの活動もしていた[21]。担当楽器はキーボード。2016年11月のライブを以って頭脳会議を脱退[22]。
自称「ちょうどいい美人」[5]。
少女時代は、本人曰く「テレビも視ずに勉強一筋だった」という[6]。芸人になろうと思ったきっかけは、高校生の時に夢にタカアンドトシが出て来て、好きになったからと話している[20]。
中学1年生頃から毎年地元の祭りに参加して笛吹き役をやっていた[23]。
バニーガールの格好でアルバイトをしている[24]。
「科学のお姉さん」としても知られるタレントでサイエンスエデュテイナーの五十嵐美樹と、プロダーツプレイヤーの森田真結子は、中学・高校時代の同級生[25][26]。
SHOWROOMでの生配信の際の愛称は人妻。
2021年1月、株式会社ホロポノに営業職で入社[2]。

- ぐっち（1991年9月5日（33歳） - ）
旧芸名：川口 ゆま（かわぐち ゆま）。2017年7月6日に現芸名に改名[27]。現芸名は元からの愛称でもある。
本名：川口 由眞（かわぐち ゆま）。
ボケ（いじられ役）、時々ツッコミ役も両方こなしていた[6]。2017年後期頃からはツッコミ役に回ることが多い[7]。
神奈川県相模原市出身
神奈川県立田奈高等学校卒業。高校生時代から既にアマチュアでお笑い活動を初めていた[6]。
公称サイズは身長170cm、B85cm、W60cm、H80cm、足24.5cm
趣味は映画、海外ドラマ（ウォーキング・デッド[28] など）、アニメ（銀魂[28] など）それぞれ鑑賞、読書（特に漫画、ミステリー小説）、激辛グルメ店巡り・探し、ゲーム（音楽ゲーム、オンラインゲーム など）、VOCALOID[28]、料理、カラオケ、テニス、貧血について語ること。なお、抹茶とあんこが食べられない[29]。
特技はタイピング（打てるキーの数が1秒あたり6.3、1分あたりの単語数が420程度）、演歌、検索、ギャルメイク、色々な質の声を出せること、「65点」と自称する物真似（Every Little Thing、CHARA、HY、鬼束ちひろ、中島美嘉 など）、吹き替え物真似
元、橋本（相模原市）のNo.1キャバ嬢。キャバ嬢メイクとすっぴんとの差の大きさが評判になったことがあった[30]。すっぴん顔が、安田大サーカスの団長に似ていると言われたこともある[30]。
自称「ぷらんくしょんの歯が出ている方で、声低くない方で、細い方で、太田光代似」[28]
SHOWROOMでの生配信の際の愛称はブラチキ。

### 元メンバー

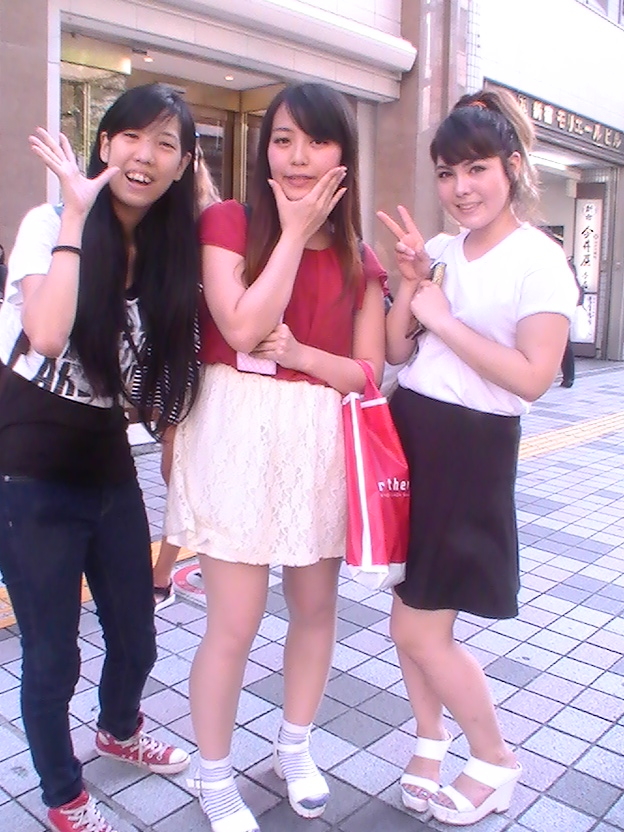
トリオ時代のぷらんくしょん。
左から、ぐっち、やほし、ラティーン
（2016年8月）

- ラティーン（1990年11月24日（34歳） - ）
本名：ラティーン・アンタツ （Lethin Anntatsu）
ボケ担当
アメリカ合衆国アラスカ州アンカレッジ市出身
アラスカ大学生物学部生物科、語学部日本語学科卒業（2回飛び級したため20歳で大学を卒業している）
血液型はB型。公称サイズは身長158cm、B86cm、W66cm、H96cm、足24.5cm
アメリカ人の父（アラスカ出身）と日本人の母（沖縄県）とのハーフ[6]。英語も日本語も話せる。IQ150
趣味：海外ドラマ（ネットフリックスにて視聴）、ウクレレ、クラリネット、タロット占い、自撮り、旅行（特に海外旅行）、献血
好きなものは激辛の食べ物、クラブ
剣道は1級の資格があり、2005年のPNKF剣道大会女子部門で優勝。空手は茶帯。この他、日本語能力検定1級の資格を持つ。
アメリカで、日本から送られて来るビデオやネットの映像を楽しむうちに、お笑いに魅了されていった[6]。
SHOWROOMでの生配信の際の愛称はおしり。
解散後、2019年末頃から柳生玄十郎主催の「しゃべんじゃーずアカデミー」に名を連ねている[31]。

## 来歴・概説
ワタナベコメディスクール16期生（2012年4月入学、2013年3月卒業）出身。同スクール在学中の2012年6月に扇谷（やほし）と川口（ぐっち）の2人で「ロールキャンキャン」結成。なお、ロールキャンキャンは元々ぐっちのピン芸人としての芸名で、これをそのままコンビ名とした。ロールキャンキャンは2013年4月、ワタナベエンターテインメント所属が決まる。同期生のさくらリエとのとコンビ「さくらアンタツ」を2013年5月末で解散 したラティーンが同年7月にロールキャンキャンに加入する形でトリオとなり、トリオ名をぷらんくしょんとする。プランクトンを可愛くした感じにしてこのトリオ名を名付けた。引き続きワタナベエンターテインメントに所属していたが、2014年4月に所属を離れてフリーとなる。
フリー時代からマセキ芸能社のライブに出演を続けた後、2016年7月に同社にマセキユースとしての所属が決まる。
2019年4月16日にラティーンが脱退、引退。一旦解散という形となり、やほしとぐっちでコンビ「ぷらんくしょん」として再始動する。そのため、ラティーン加入前の「ロールキャンキャン」と同じ形態に戻ることになった。なお、コンビとなってからはマセキ所属を外れてフリー扱いとなっている。
2019年7月半ば頃から、やほしの声の絶不調、ぐっちの一身上の都合などの事情もあって、同年8月から実質ネタを演じる活動を休止している（賞レースには、2019年の女芸人No.1決定戦 THE Wには出場。同年のM-1グランプリには不参加）。2019年8月からは、2人で『コノ星の輝きをミロ！』の名義でYouTubeチャンネルを開始。ここでは、やほしは『星乃』、ぐっちは『ミロ』を名乗って出演している。2020年1月からは、やほしがバニーガールの格好で料理をする『やほキッチン』のYouTubeチャンネルも開始。

## 芸風
主に漫才、ラティーンの英語を活かしたネタ（ラティーンの英語にぐっちが吹き替えの声を重ね、そこにやほしがツッコむというスタイル）、ぐっちとやほしのやりとりにラティーンが割り込んで余計にややこしくさせる展開になる など。2017年後期頃からはやほしとぐっちがボケとツッコミのポジションを交替して演じていることが多い。ネタを終了する際、ラティーンが最後に「See you next time」と言って締めることが多い。

## 出演

### テレビ
- 博士と助手〜細かすぎて伝わらないモノマネ選手権〜（フジテレビ）- 第21回（2015年4月2日）
  - ザ・細かすぎて伝わらないモノマネ（フジテレビ）
    - 2018年11月24日の回はやほしのみ、清水たぁーとの共演で出演[41]
    - 2019年12月14日の回はやほしのみ、清水たぁーとガヴァドンの共演で出演。
- 世界の日本人妻は見た!（MBS・TBS系）- ラティーンのみ
- オモハラTV（TOKYO MX）
- 東京女神コレクションガールズ ハッピースタイル（テレビ埼玉）
- AKB48 SHOW!（NHK BSプレミアム）- ラティーンのみ
- 島田秀平の恐怖の世界（BS JAPAN）
- 東京女神コレクションガールズ ハッピースタイル（テレビ埼玉）
- 有吉ジャポン（TBS）- 2015年11月7日
- お願い!ランキング（テレビ朝日）- 2016年4月8日、やほしのみ
- NEWSな2人（TBS）- 2016年8月6日は やほしのみ[42]、2016年10月28日は ぐっちのみ（「高身長女子デモ」）
- 助けて!きわめびと（NHK総合テレビジョン）- 2016年9月10日
- くりぃむナンチャラ（テレビ朝日）- 2016年9月16日深夜
- 新春さんま総選挙2017（TBS）- 2017年1月3日
- 女神のマルシェ（日本テレビ）- 2017年2月3日
- ウチのガヤがすみません!（日本テレビ）- 2017年5月9日初出演（※この日はラティーンのみ。その後の放送（2017年6月6日など）では3人一緒に出演）
- 『ぷっ』すま（テレビ朝日）- 2017年8月25日、2017年9月1日「女芸人が水着に着替えたら」企画、やほしのみ[43]
- 迷宮入りするその前に 今しか聞けない（日本テレビ）- 2017年10月21日 - やほしのみ
- 笑あがき〜崖っぷち芸人成り上がり実録〜（NHK総合テレビジョン）- 2017年11月4日、2017年11月11日 、2017年11月18日
- ZIP!（日本テレビ）- 「ワラガチャ!」コーナー 2018年4月23日初出演
- 前略、西東さん（中京テレビ）- 2018年5月26日
- 久本雅美の女芸人大納涼会（NHK BSプレミアム） - 2018年8月25日
- ダウンタウンのガキの使いやあらへんで!!（日本テレビ） - 2019年1月27日『山-1グランプリ』、やほしのみ、清水たぁーとの共演で出演[44]

### ラジオ
- サンドウィッチマンの天使のつくり笑い（NHKラジオ第1放送）- 2016年11月29日初出演
- 高柳明音の生まれてこの方（ラジオ日本） - 2016年12月31日出演

### ウェブ放送
- ぷらんくしょんの「しゃべらぼ」（ON AIR TV）
- オンナの噂研究所（BeeTV）- ラティーンのみ
- おぎやはぎの「ブス」テレビ（AbemaTV）- ぐっちのみ
- ぷらんくしょんのジョッキー(仮)（ニコジョッキー）- 2017年7月31日～
- カンニング竹山の土曜The NIGHT（2019年12月22日、AbemaTV）やほしのみ

### ライブ
- ぷらんぽりん（櫻河みぽりんとのツーマンライブ）
- プランT（第1回は2016年5月1日）[45]
- 中の下。（ぐっちのみ、櫻河みぽりん、パリのくまさんえりぴょん、いちまるろんとのワタナベコメディスクール同期生同士のトークライブ[46]）
- めいとびライブ (カナメストーン、コル、バーニーズ、髭兎、ロンリコ191、サザ〜んずとのユニットライブ。2016年4月から月１開催）
- タメ貯め為ライブ (ロンリコ191、サザ〜んずとのユニットライブ。月１開催）